# Bit
Bít je osnovna in hkrati najmanjša enota za količino informacije, ki se uporablja v računalništvu in teoriji informacij. En bit (ime bit izhaja iz angleškega izraza »binary digit«) predstavlja neko informacijo o opazovanem objektu, ki je lahko 1 (da, angl. true), ali 0 (ne, angl. false), ali katerikoli dve drugi, medsebojno izključujoči se, stanji. Bajt (zlog) je skupina bitov; v zgodnejših letih računalništva je bila velika od 5 do 9 bitov, danes pa je bajt brez izjeme dolg osem bitov. Osembitne bajte ponekod imenujejo tudi oktet. Za večkratnike bitov ali bajtov se uporabljajo predpone SI, npr. kilobit, megabit, gigabit, vendar je pri tem pretvornik 1024 namesto 1000. Ker je sicer izven računalništva pretvornik kilo = 1000, je bila predlagana nova rešitev: kilobit = 1000 bitov in kibibit = 1024 bitov.
Kratica za bit je b.
Razširjeno tudi mesta v dvojiškem zapisu števil imenujemo bit.
V telekomunikacijah ali računalniških omrežjih promet navadno merimo v bitih na sekundo. Če pa uporabimo predpone kilo, mega in druge, pa je pretvornik 1000; tako ima modem z oznako 56 kbps zmore prenesti 56.000 bitov v sekundi.
Predlagani kvantni računalniki naj bi računali s kvantnimi sistemi z dvema stanjema, imenovanima kubit.